# Bayantsagaan
Le sum de Bayantsagaan (mongol : ᠪᠠᠴᠠᠭᠠᠨ
ᠰᠤᠮᠤ, cyrillique : Баацагаан сум, MNS : Bayantsagaan sum) est situé dans l'aimag (ligue) de Bayankhongor, en Mongolie.